# Jardins du Séminaire
Les Jardins du Séminaire (tchèque : Seminářská zahrada) sont situés sur la colline de Petřín, à Prague, en République Tchèque. Il s'agit d'un ancien jardin de monastère, devenu depuis 1927 propriété de la ville de Prague, qui en a fait depuis 1930 un parc accessible au public. Faisant partie du parc de Petřín, il est protégé en tant que monument culturel de la République tchèque.

## Histoire et description
Le jardin du séminaire a été fondé au XVIIe siècle et appartenait à l’origine au monastère de la ville basse des Carmes Déchaux de Notre-Dame Victorieuse. Après l’abolition du monastère, le jardin fut repris par le séminaire de l’archevêque en 1793. Lors de la restauration en 1912-1914, des chemins ont été construits et le jardin a été planté d’arbres fruitiers.
Le jardin couvre une superficie d'environ 17 hectares. Dans la partie supérieure du jardin, il y a un petit étang. La partie inférieure est traversée par le funiculaire de Petřín. De la pente du jardin, il y a une vue attrayante sur la Vieille Ville, la Ville Basse et Hradčany. À l’heure actuelle, plus de 2 700 arbres fruitiers poussent ici.

## Galerie

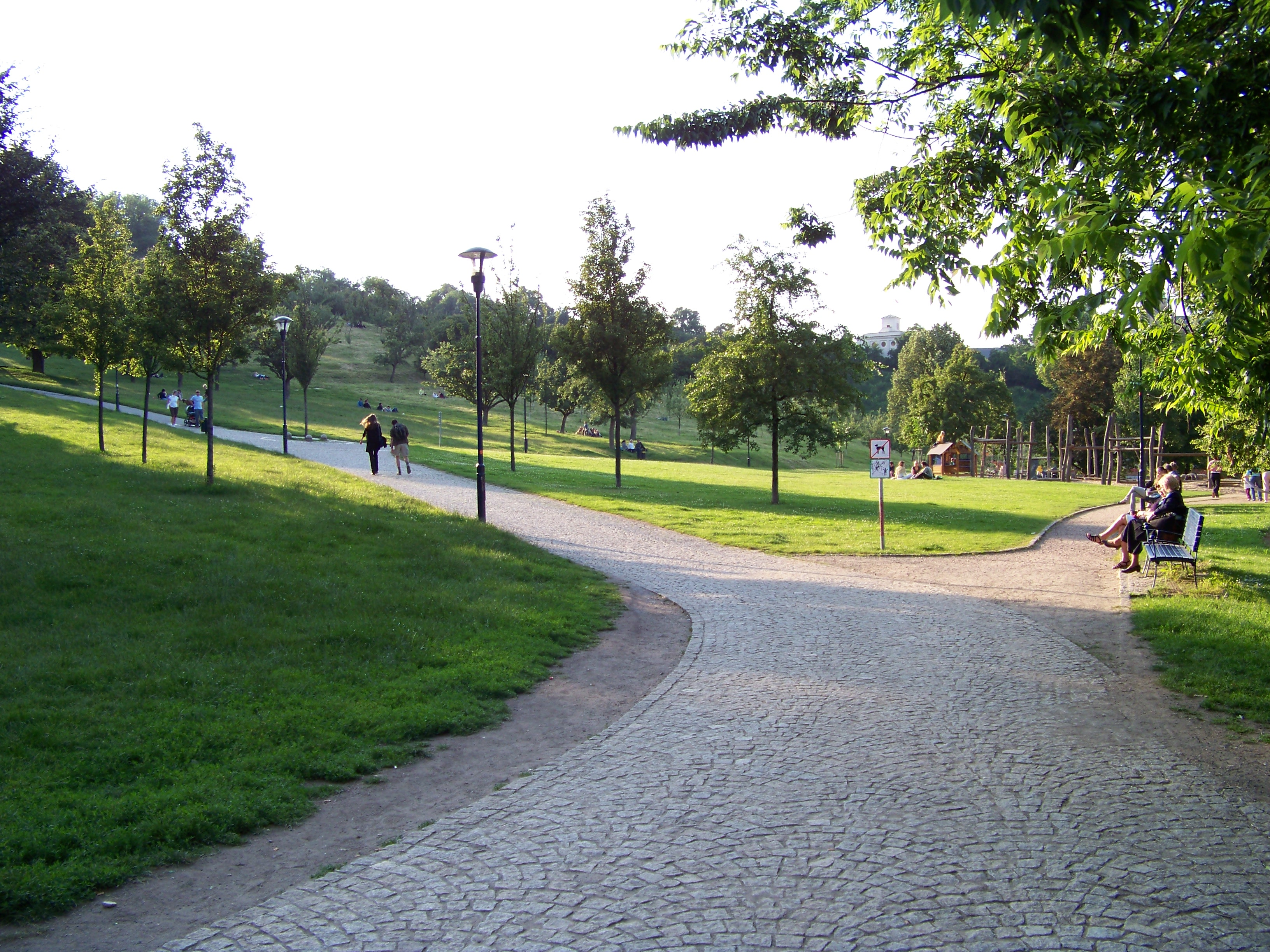
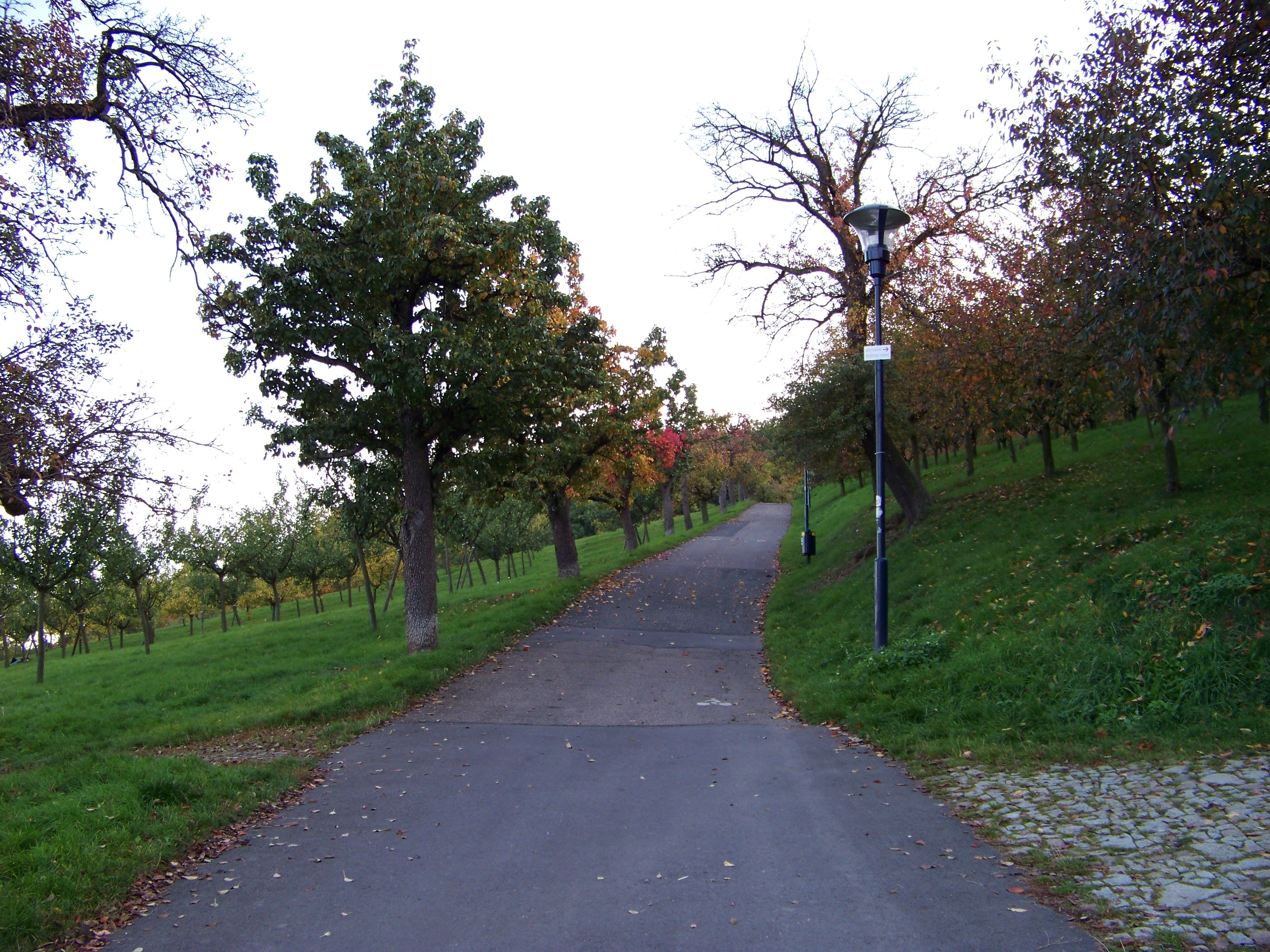
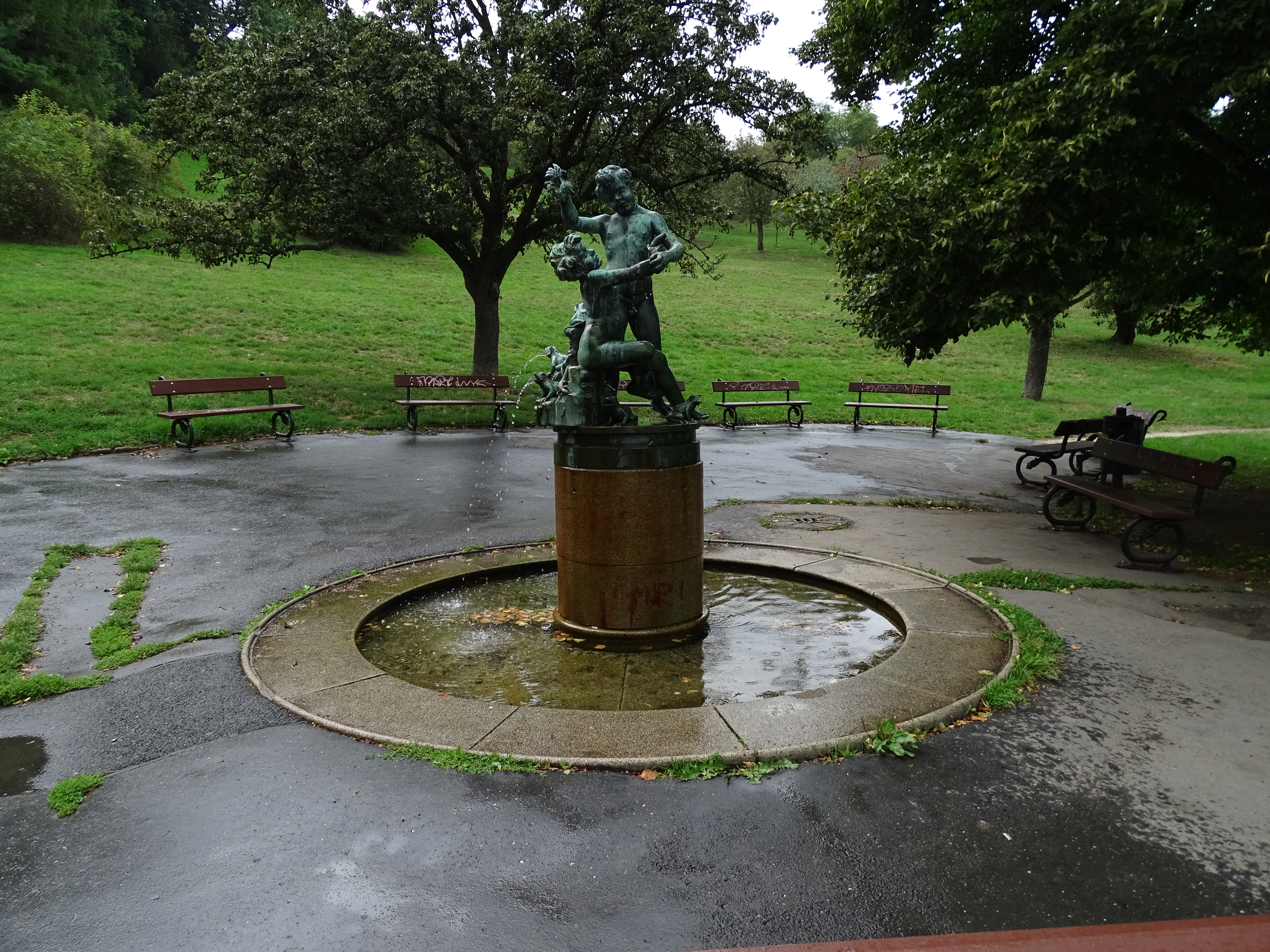
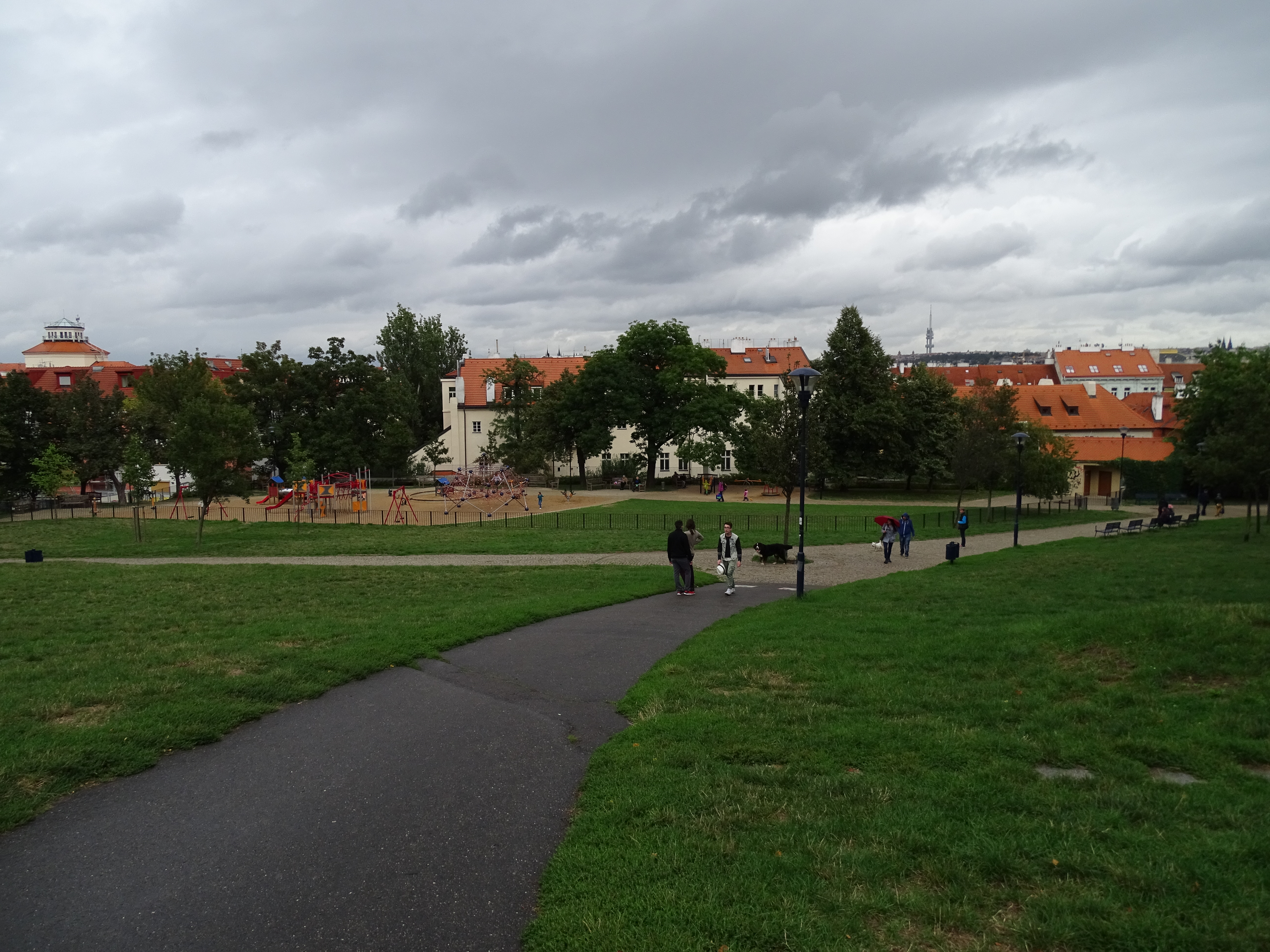
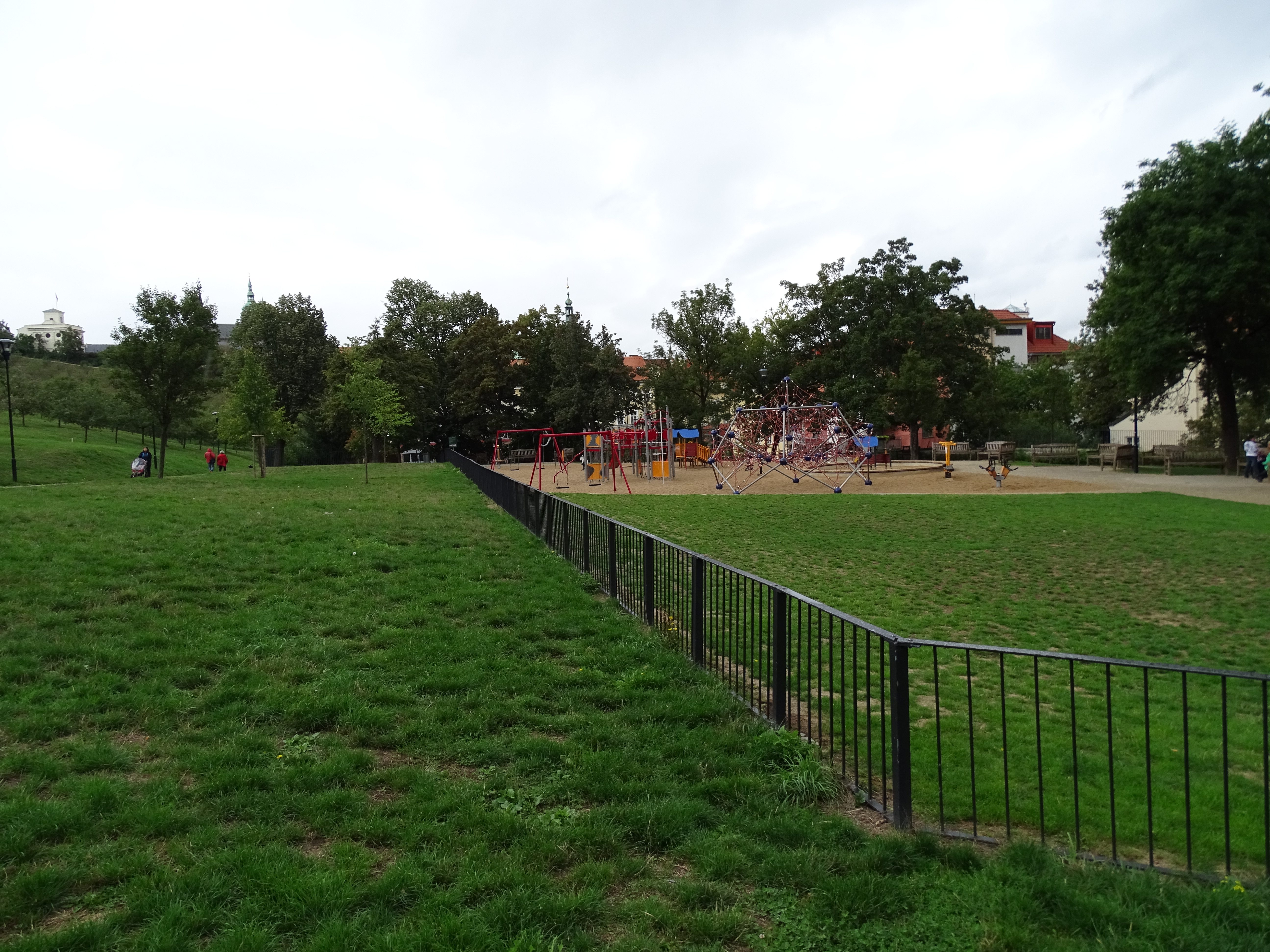